# Jan Kaszuba (strażnik starodubowski)
Jan Kaszuba herbu Poraj – strażnik starodubowski w 1712 roku.